# Leptogryllus forficularis
Leptogryllus forficularis är en insektsart som först beskrevs av Brunner von Wattenwyl 1895.  Leptogryllus forficularis ingår i släktet Leptogryllus och familjen syrsor. Inga underarter finns listade i Catalogue of Life.